# ラック (ラグビー)

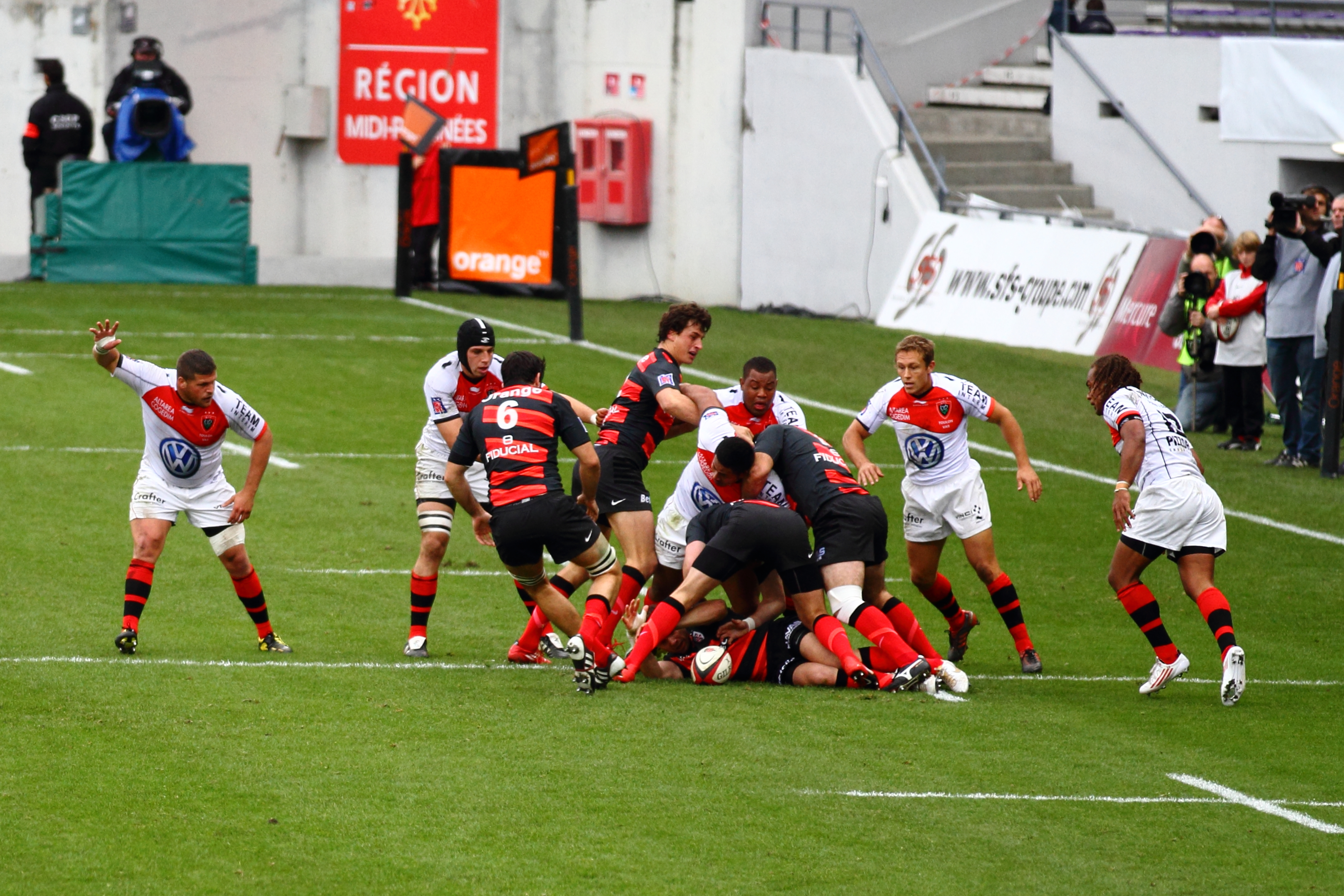
ラック

ラグビーにおけるラック（英: Ruck）とは、試合中でのプレー状態の一つ。スクラムやモールなどと共に密集戦の一つである。ボールが地面にある状態で行われるという点ではスクラムに類似しているが、いったん静止状態から再開されるスクラムと異なり、プレー中に始まる点が異なる点である。
ラグビーユニオンでは重要であるが、攻撃権の概念があるラグビーリーグでは、ラックで選手が密集した状態は発生しない。

## 定義
プレーが継続している状態において、地上にあるボールの周囲で、敵と味方のそれぞれ1人以上が立ったまま身体を密着させて密集して囲んでいる状態を表す。

## ラックにおける反則
- ラック内で故意に倒れようとすること、あるいは倒れた状態でラックに参加すること。（ラッキング）
  - 倒れた選手が重なっている（パイルアップ）状態の場合、この倒れた選手はラックに参加できない。
- ラックに飛びかかったり、あるいはラックを故意に崩そうとすること。（ラッキング）
- ラックの横または前方からラックに加わろうとすること。（オフサイド）
- ラックに参加しない状態でラックの前方で待機すること。（オフサイド）
- ラック内で倒れた状態から、意図的にラックの外に出ようとしないこと。（ノットロールアウェイ）
- ラック内のボールを手で扱ったり足で拾ったりすること。（ボールを蹴ることは問題なし）
- ラックから出たボールをラック内に戻すこと。
  - ラック内からボールが出ていなければ反則ではないので、ラックで押し込んでいる状態の時は、ラック最後部の選手がボールを引きずるようにしてラック内にとどめようとするプレーがよく見られる。

## ラックの終了
次の状態になったときはラックが終了し、オープンプレーに移行する。
- ラックからボールが出たとき。→プレー継続
- ラックの状態で反則があったとき。→フリーキックまたはペナルティキックで再開。
- ラックの状態のままタッチラインを割ったとき。→ラインアウトで再開